# Уъшара (окръг, Уисконсин)
Окръг Уъшара (на английски: Waushara County) е окръг в щата Уисконсин, Съединени американски щати. Площта му е 1650 km². Според преброяването от 2010 г. населението е 24 496.  Административен център е град Уотома. Окръг Уошара се намира в централната част на Уисконсин, на около 80 мили (130 км) северно от Медисън.

## История
Окръг Уошара е създаден с акт на законодателния орган на Уисконсин на 15 февруари 1851 г. Първоначално се състои само от един град Уошара. През 1852 г. окръгът постига пълна организация. Седалището на окръга за първи път е разположено в Сакраменто и е преместено във Уотома през 1854 г. след ожесточена битка между привържениците на двете места. Името идва от Уинебаго и се смята, че означава „добра земя“. 

## География
Според Бюрото за преброяване на населението на САЩ, окръгът има обща площ от 637 квадратни мили (1 650 km 2), от които 626 квадратни мили (1 620 km 2 ) са земя и 11 квадратни мили (28 km 2 ) (1,8%) са вода.